# Liste des planètes mineures non numérotées découvertes en avril 2006
Pour un article plus général, voir Liste des planètes mineures non numérotées découvertes en 2006.
Pour un article plus général, voir Liste des planètes mineures.
Cet article dresse la liste des planètes mineures (astéroïdes, centaures, objets transneptuniens et assimilés) non numérotées découvertes en avril 2006 dans l'ordre de leur découverte.
Au 15 janvier 2025, 661 077 des 1 434 993 planètes mineures répertoriées par le Centre des planètes mineures ne sont pas encore numérotées, soit 46,07 %.

## Rappel concernant la désignation provisoire
La désignation provisoire indique l'ordre de découverte de ces objets. En effet, cette désignation est composée de l'année de découverte (par exemple 2006) suivie de la quinzaine (demi-mois) de découverte (p.e. A = 1-15 janvier) puis de l'ordre de découverte dans cette quinzaine. Cet ordre est indiqué par une lettre et éventuellement un chiffre comme suit : A pour la première découverte, B pour la deuxième, ..., Z pour la 25e (le I n'est pas utilisé pour éviter la confusion avec 1), A1 pour la 26e, B1 pour la 27e, etc. , Z1 pour la 50e, A2 pour la 51e, B2 pour la 52e, etc. L'ordre de la numérotation ne suit donc pas l'ordre alphanumérique. 2006 AA1 suit ainsi 2006 AZ et précède 2006 AB1.

## Liste

### Du1erau 15 avril 2006
- 2006 GA
- 2006 GC
- 2006 GD
- 2006 GP
- 2006 GB1
- 2006 GC1
- 2006 GT2
- 2006 GU2
- 2006 GR3
- 2006 GT3
- 2006 GX4
- 2006 GF5
- 2006 GQ6
- 2006 GF7
- 2006 GL8
- 2006 GK9
- 2006 GB12
- 2006 GN12
- 2006 GR13
- 2006 GJ16
- 2006 GJ18
- 2006 GW19
- 2006 GX19
- 2006 GN21
- 2006 GB22
- 2006 GL22
- 2006 GB23
- 2006 GP23
- 2006 GF24
- 2006 GN24
- 2006 GX24
- 2006 GE25
- 2006 GG25
- 2006 GR25
- 2006 GK26
- 2006 GN27
- 2006 GV29
- 2006 GR31
- 2006 GG33
- 2006 GK36
- 2006 GK42
- 2006 GZ42
- 2006 GA44
- 2006 GZ45
- 2006 GG46
- 2006 GY47
- 2006 GP53
- 2006 GR55
- 2006 GD56
- 2006 GR56
- 2006 GY56
- 2006 GZ56
- 2006 GA57
- 2006 GB57
- 2006 GC57
- 2006 GO57
- 2006 GT57
- 2006 GW57
- 2006 GX57
- 2006 GE58
- 2006 GJ58
- 2006 GK58
- 2006 GN58
- 2006 GQ58
- 2006 GR58
- 2006 GU58
- 2006 GV58
- 2006 GW58
- 2006 GZ58
- 2006 GA59
- 2006 GC59
- 2006 GD59
- 2006 GE59
- 2006 GF59
- 2006 GJ59
- 2006 GM59
- 2006 GN59
- 2006 GQ59
- 2006 GR59
- 2006 GS59
- 2006 GT59
- 2006 GU59
- 2006 GV59
- 2006 GW59
- 2006 GX59
- 2006 GY59

### Du 16 au 30 avril 2006
- 2006 HB
- 2006 HC
- 2006 HP
- 2006 HQ
- 2006 HQ1
- 2006 HC2
- 2006 HD2
- 2006 HE2
- 2006 HF4
- 2006 HU4
- 2006 HW5
- 2006 HY5
- 2006 HZ5
- 2006 HA6
- 2006 HD6
- 2006 HF6
- 2006 HV11
- 2006 HW13
- 2006 HN14
- 2006 HX14
- 2006 HC15
- 2006 HB16
- 2006 HE16
- 2006 HJ18
- 2006 HM18
- 2006 HU18
- 2006 HV24
- 2006 HL26
- 2006 HH29
- 2006 HQ29
- 2006 HQ30
- 2006 HS30
- 2006 HT30
- 2006 HV30
- 2006 HX30
- 2006 HU31
- 2006 HR38
- 2006 HO41
- 2006 HS41
- 2006 HE45
- 2006 HZ45
- 2006 HO47
- 2006 HG50
- 2006 HM50
- 2006 HU50
- 2006 HV50
- 2006 HW50
- 2006 HX50
- 2006 HY50
- 2006 HA52
- 2006 HU52
- 2006 HM54
- 2006 HH56
- 2006 HW57
- 2006 HX57
- 2006 HY57
- 2006 HW61
- 2006 HZ61
- 2006 HN63
- 2006 HS63
- 2006 HF64
- 2006 HT64
- 2006 HV64
- 2006 HX65
- 2006 HK66
- 2006 HO66
- 2006 HR66
- 2006 HK67
- 2006 HC70
- 2006 HD70
- 2006 HM71
- 2006 HM72
- 2006 HZ72
- 2006 HH73
- 2006 HW74
- 2006 HB75
- 2006 HE75
- 2006 HS75
- 2006 HF76
- 2006 HY78
- 2006 HO79
- 2006 HA81
- 2006 HH81
- 2006 HO82
- 2006 HG83
- 2006 HA86
- 2006 HE91
- 2006 HF91
- 2006 HE93
- 2006 HF93
- 2006 HO93
- 2006 HJ94
- 2006 HY95
- 2006 HA96
- 2006 HB96
- 2006 HZ96
- 2006 HN97
- 2006 HQ98
- 2006 HD99
- 2006 HN99
- 2006 HB100
- 2006 HE100
- 2006 HJ100
- 2006 HM100
- 2006 HO100
- 2006 HS100
- 2006 HB101
- 2006 HJ102
- 2006 HY102
- 2006 HB104
- 2006 HC104
- 2006 HN107
- 2006 HK108
- 2006 HE109
- 2006 HV112
- 2006 HT113
- 2006 HK114
- 2006 HR114
- 2006 HZ114
- 2006 HS115
- 2006 HZ116
- 2006 HV117
- 2006 HX119
- 2006 HQ120
- 2006 HR120
- 2006 HM121
- 2006 HH122
- 2006 HJ122
- 2006 HN122
- 2006 HO122
- 2006 HP122
- 2006 HR122
- 2006 HS122
- 2006 HT122
- 2006 HW122
- 2006 HX122
- 2006 HY122
- 2006 HZ122
- 2006 HA123
- 2006 HB123
- 2006 HC123
- 2006 HD123
- 2006 HE123
- 2006 HG123
- 2006 HE124
- 2006 HN124
- 2006 HQ124
- 2006 HS124
- 2006 HV124
- 2006 HW124
- 2006 HX124
- 2006 HE125
- 2006 HN125
- 2006 HS125
- 2006 HT125
- 2006 HA126
- 2006 HJ126
- 2006 HP126
- 2006 HQ126
- 2006 HV126
- 2006 HW126
- 2006 HA127
- 2006 HB127
- 2006 HL128
- 2006 HN128
- 2006 HZ128
- 2006 HD129
- 2006 HF130
- 2006 HM130
- 2006 HW130
- 2006 HB131
- 2006 HD131
- 2006 HH131
- 2006 HM131
- 2006 HO131
- 2006 HP131
- 2006 HC132
- 2006 HK132
- 2006 HL132
- 2006 HP132
- 2006 HA133
- 2006 HB133
- 2006 HC133
- 2006 HG133
- 2006 HH133
- 2006 HT133
- 2006 HA134
- 2006 HB134
- 2006 HC134
- 2006 HT134
- 2006 HF135
- 2006 HN135
- 2006 HR135
- 2006 HS135
- 2006 HT135
- 2006 HX135
- 2006 HA136
- 2006 HE136
- 2006 HG136
- 2006 HM136
- 2006 HU136
- 2006 HC137
- 2006 HN137
- 2006 HC138
- 2006 HE138
- 2006 HH138
- 2006 HM138
- 2006 HN138
- 2006 HS138
- 2006 HT138
- 2006 HD139
- 2006 HE139
- 2006 HG139
- 2006 HH139
- 2006 HJ139
- 2006 HN139
- 2006 HR139
- 2006 HY139
- 2006 HC140
- 2006 HJ140
- 2006 HD141
- 2006 HY141
- 2006 HB142
- 2006 HC142
- 2006 HH142
- 2006 HM142
- 2006 HP142
- 2006 HB143
- 2006 HE143
- 2006 HR143
- 2006 HT143
- 2006 HU143
- 2006 HG144
- 2006 HH144
- 2006 HP144
- 2006 HH145
- 2006 HK145
- 2006 HL145
- 2006 HA146
- 2006 HP146
- 2006 HQ146
- 2006 HX146
- 2006 HO147
- 2006 HR147
- 2006 HU147
- 2006 HK148
- 2006 HN148
- 2006 HF149
- 2006 HH149
- 2006 HJ149
- 2006 HM149
- 2006 HP149
- 2006 HQ149
- 2006 HS149
- 2006 HT149
- 2006 HW149
- 2006 HZ149
- 2006 HJ150
- 2006 HW150
- 2006 HO153
- 2006 HS153
- 2006 HF154
- 2006 HH155
- 2006 HY155
- 2006 HG156
- 2006 HK156
- 2006 HM156
- 2006 HQ156
- 2006 HS156
- 2006 HU156
- 2006 HW156
- 2006 HX157
- 2006 HY157
- 2006 HZ157
- 2006 HA158
- 2006 HB158
- 2006 HC158
- 2006 HD158
- 2006 HE158
- 2006 HF158
- 2006 HG158
- 2006 HH158
- 2006 HJ158
- 2006 HK158
- 2006 HL158
- 2006 HM158
- 2006 HP158
- 2006 HS158
- 2006 HZ158
- 2006 HA159
- 2006 HE159
- 2006 HG159
- 2006 HO159
- 2006 HQ159
- 2006 HX159
- 2006 HZ159
- 2006 HA160
- 2006 HC160
- 2006 HE160
- 2006 HH160
- 2006 HK160
- 2006 HM160
- 2006 HO160
- 2006 HP160
- 2006 HQ160
- 2006 HR160
- 2006 HV160
- 2006 HW160
- 2006 HY160
- 2006 HA161
- 2006 HB161
- 2006 HD161
- 2006 HE161
- 2006 HF161
- 2006 HG161
- 2006 HH161
- 2006 HJ161
- 2006 HK161
- 2006 HL161
- 2006 HM161
- 2006 HP161
- 2006 HQ161
- 2006 HR161
- 2006 HS161
- 2006 HT161
- 2006 HU161
- 2006 HV161
- 2006 HW161
- 2006 HX161
- 2006 HY161
- 2006 HZ161